# Belinho (futevôlei)
Leonardo Oliveira de Almeida, mais conhecido como Belinho (Cubatão, 25 de novembro de 1998), é um jogador profissional de futevôlei. O atleta é mais conhecido por ser o responsável pela criação da jogada ‘kamikaze attack’, origem de parte do seu apelido. A jogada consiste em ‘cortar’ a bola usando um mortal.

## História e início de carreira
Natural de Cubatão, São Paulo, Leonardo começou jogando futsal atuando como goleiro aos 11 anos de idade. No futsal do Gremetal, time da cidade de Santos, Leonardo chegou a conquistar dois títulos: o Campeonato Regional e uma Copa Expresso.
Em um dia de treinamentos do Gremetal, Leonardo decidiu faltar às atividades com a equipe para experimentar praticar futevôlei. Pouco tempo depois, o atleta adquiriu a primeira parte de seu apelido, passando a ser chamado de Belinho. A alcunha vem da similaridade do jogador com Bello Soares, reconhecido por diversos atletas do esporte como o melhor jogador de futevôlei do mundo.

## Trajetória no futevôlei

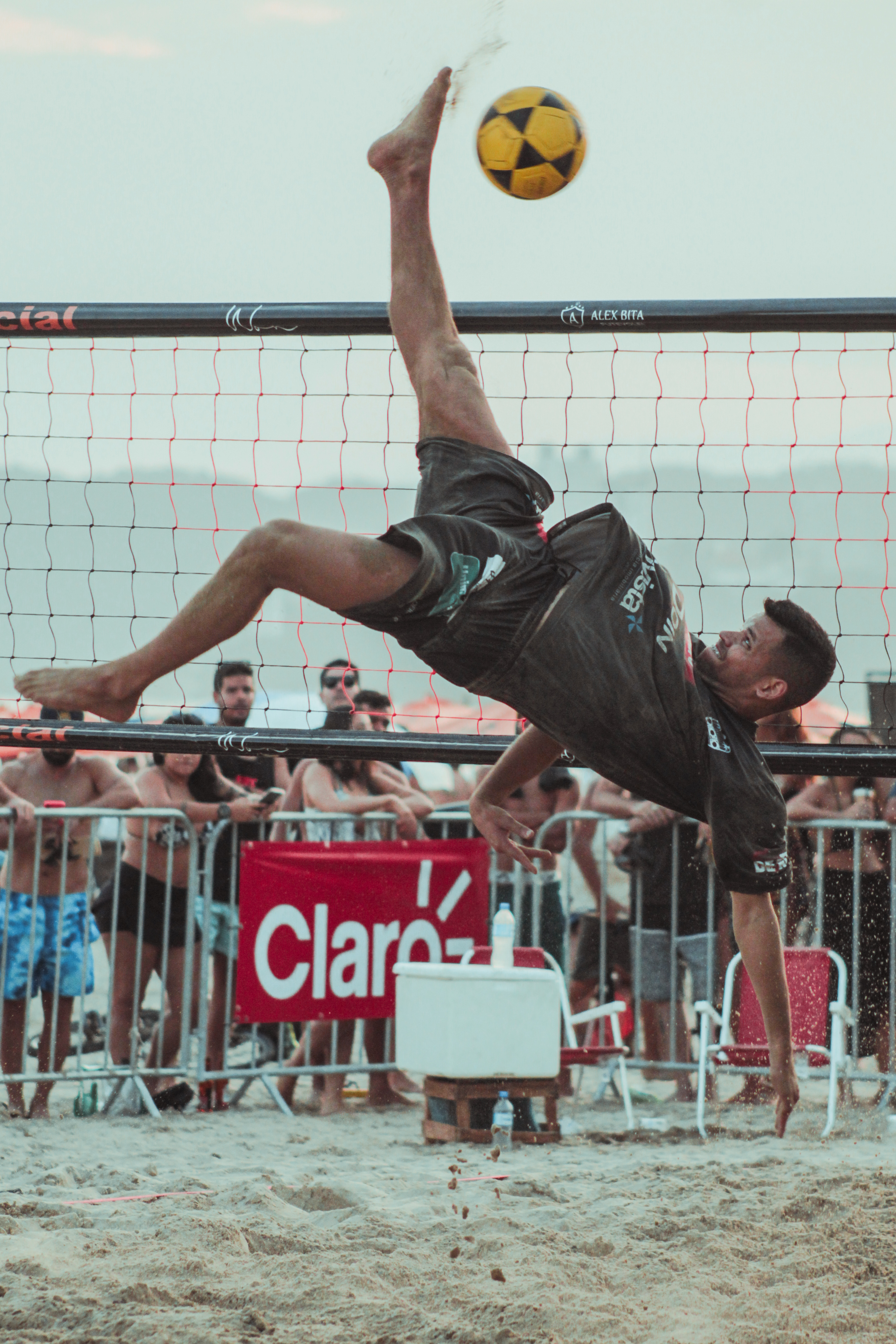
O "Kamikaze Attack", jogada característica de Belinho

Com 23 anos, o atleta já conquistou títulos como o Circuito Catarinense de 2019 ao lado de Papel, o TAFC (Team Águia Footvolley Cup) em 2021, em Paulínia (SP), na categoria "Convidados", e o Circuito das Arenas de Franca, também em 2021.
No dia 4 de setembro daquele ano, durante o Desafio das Estrelas, evento em apoio à prevenção do câncer da mama e de próstata, Belinho jogou no mesmo time de seu ídolo, Bello Soares
Na temporada de 2022, o atleta formou dupla com Netinho para a disputa do TAFC, disputado na praia da Barra da Tijuca, no Rio de Janeiro. A competição contou com outras duplas conhecidas no cenário nacional como Franklin e Hiltinho, atuais campeões do torneio, Brisa e Sandrey, e Juninho e Neguebinha.
Em maio, Belinho se juntou a Papel para a disputa da categoria Ouro no Circuito Catarinense.
No mesmo mês, Belinho participou da primeira edição da Copa Won de Futevôlei, disputada na Praia do Boqueirão, Santos, e conquistou o título. Ele e sua dupla, Henrique, venceram a dupla Natan e Beri na final por 2 sets a 0 e sagraram-se campeões do torneio. Três meses depois, em outubro, ambos participaram da segunda edição da competição.

## Seleção Brasileira
Belinho chegou a competir no Sul-Americano Sub-23 4x4, disputado no Paraguai, a serviço da Seleção Brasileira. O atleta acabou como terceiro colocado no torneio.